# Parker-Gletscher
Der Parker-Gletscher ist ein Talgletscher im ostantarktischen Viktorialand. Er fließt in der Mountaineer Range vom Gebiet östlich und nordöstlich des Mount Monteagle in südlicher Richtung zur Lady Newnes Bay, wo er in Form einer aufschwimmenden Gletscherzunge endet.
Der United States Geological Survey kartierte ihn anhand eigener Vermessungen und mithilfe von Luftaufnahmen der United States Navy zwischen 1960 und 1964. Das Advisory Committee on Antarctic Names benannte ihn 1969 nach Anthony G. H. Parker, Biologe auf der Hallett-Station von 1963 bis 1964 und auf der McMurdo-Station zwischen 1964 und 1965 sowie von 1966 bis 1967.